# Meisenheim
Meisenheim (pronunciación en alemán: /ˈmaɪ̯zn̩ˌhaɪ̯m/ⓘ) es una ciudad y la sede de la administración de una unión de municipios del mismo nombre perteneciente al distrito de Bad Kreuznach en el estado federado de Renania-Palatinado, en la República Federal de Alemania.

## Geografía
Meisenheim está situada en el valle del río Glan.
A Meisenheim pertenecen los caseríos de Hof Wieseck, Keddarterhof y Röther Hof.

## Historia
Meisenheim fue fundada probablemente en el siglo VII por el supuesto fundador Meiso, del cual toma su nombre.
Meisenheim se menciona por primera vez en un documento de 1154, en el siglo XII era la sede principal de los Condes de Veldenz y en 1315 el Rey Luis IV de Baviera le concedió los derechos de ciudad. Los Condes de Veldenz construyeron en la actual Plaza del Palacio (en alemán Schlossplatz) un castillo, pero solo dos edificaciones posteriores se conservan, el Palacio de Magdalena (actualmente nombrado Herzog-Wolfgang-Haus), construido en 1614, y la Iglesia del Palacio, edificada a partir de 1479. Ambos edificios se construyeron bajo el dominio de los Duques de Palatinado-Zweibrücken, quienes fueron los herederos de los Condes de Veldenz en 1444.
Los Duques de Palatinado-Zweibrücken al principio residían en Meisenheim, pero muy pronto mudaron su residencia principal a Zweibrücken.
De 1538 a 1571 el Duque Wolfgang de Palatinado-Zweibrücken fundó una casa de acuñación de monedas en Meisenheim, que después la trasladó a Bergzabern. Durante los años en Meisenheim acuñó monedas de 2, 1 y ½  tálero pertenecientes a las monedas de mejor calidad de Palatinado-Zweibrücken.
En 1799, el Duque Maximiliano IV de Zweibrücken heredó también los Estados de Baviera y el Palatinado que ya estaban unidos desde mucho antes. Aunque de jure ahora los tres Estados estaban bajo el poder de una misma persona, nada cambió la distribución real del poder debido a que el Palatinado-Zweibrücken ya estaba ocupado por el ejército revolucionario francés.
A principios de 1797, el famoso ladrón alemán Schinderhannes cometió en Meisenheim uno de sus primeros robos. Entró de noche en la casa de un maestro curtidor y robó parte del cuero que había en la tienda, y al parecer la vendió al curtidor al día siguiente. En la primavera de 1798, Schinderhannes bailó varias veces en tabernas de Meisenheim.
Como resultado de las decisiones del Congreso de Viena (1815), se incorporó la parte del Palatinado-Zweibrücken al norte del río Glan, incluida Meisenheim, a Hesse-Homburg. Meisenheim fue a partir de 1816 la sede de la administración regional (en alemán Oberamt Meisenheim). En 1866, el Gran Ducado de Hesse heredó todo el territorio, pero después de perder la guerra en el mismo año, Hesse-Homburg pasó a formar parte de Prusia. Con las regiones vecinas formando parte de Baviera, Meisenheim no se volvió a reunir hasta la formación del estado federado de Renania-Palatinado.

## Religión
Los cristianos evangélicos de Meisenheim pertenecen (como una de las comunidades más al sur) a la Iglesia Evangélica de Renania, y los Católicos a la Diócesis de Tréveris.

## Lugares de interés
El centro antiguo de la ciudad de Meisenheim del Glan es el único en esa región que mantuvo un desarrollo continuado desde el siglo XIV, que no fue interrumpido por guerra, fuego y destrucción. La ciudad posee una muralla bien conservada, incluso una de las puertas, la Puerta de Abajo (en alemán Untertor), el Ayuntamiento de 1517, numerosas mansiones de nobles y casas de los habitantes, así como una pesa medieval para coches. La mansión de los nobles más vieja de la ciudad, el Boos del Waldecksche Hof, fue construido antes del 1400. Esta edificación es hoy una casa de actividades y puede ser visitada. La evangélica Iglesia del Palacio, de tres naves,  fue construida entre 1479 y 1504. La iglesia parroquial barroca y católica de San Antonio de Padua muestra una decoración interior muy bella, la cual fue donada en parte por el Rey polaco Estanislao I Leszczynski, durante la etapa de su exilio que vivió en Meisenheim. La antigua sinagoga construida en el siglo XIX es hoy una casa de reunión.

## Galería de imágenes

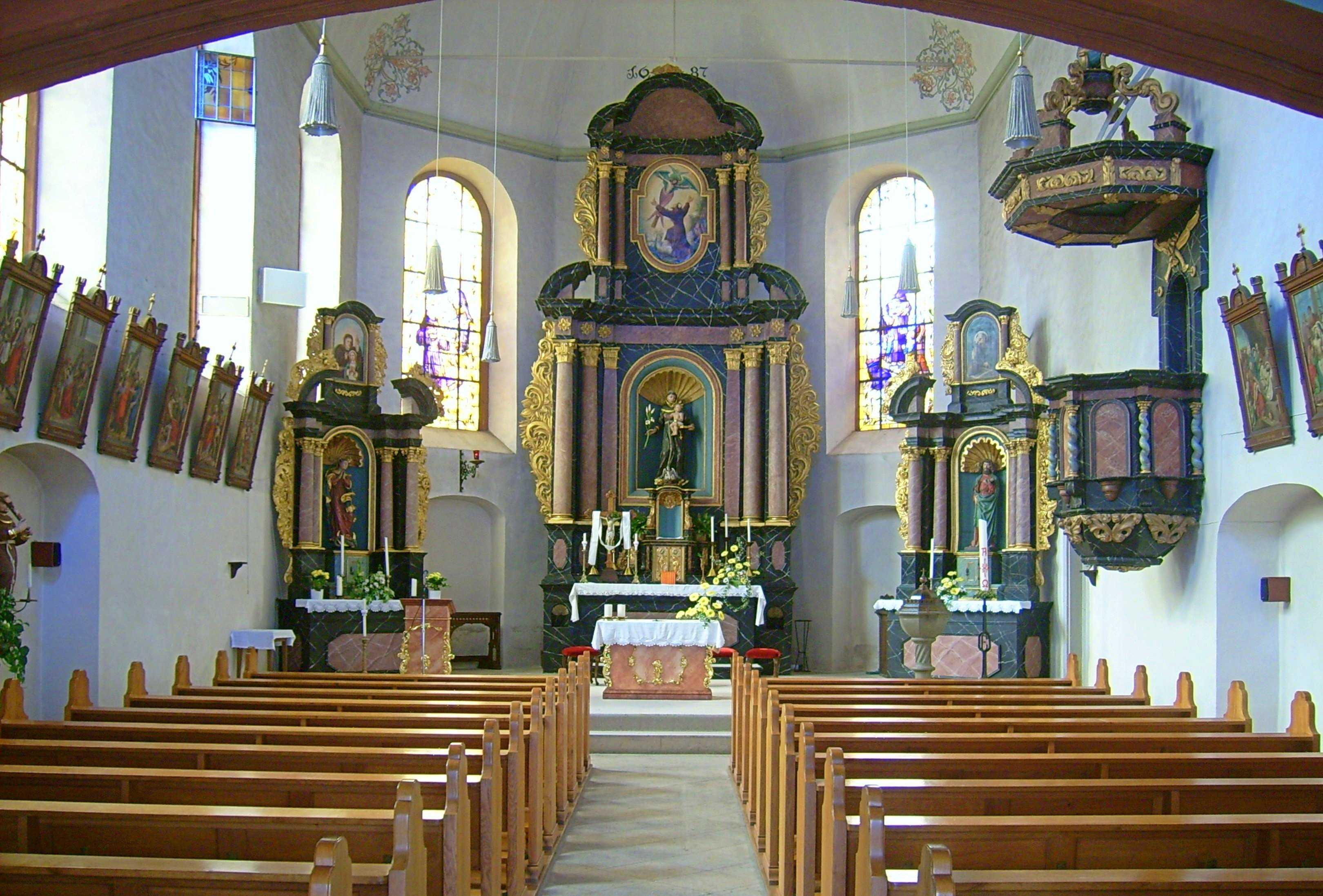
Iglesia Católica de San  Antonio de Padua
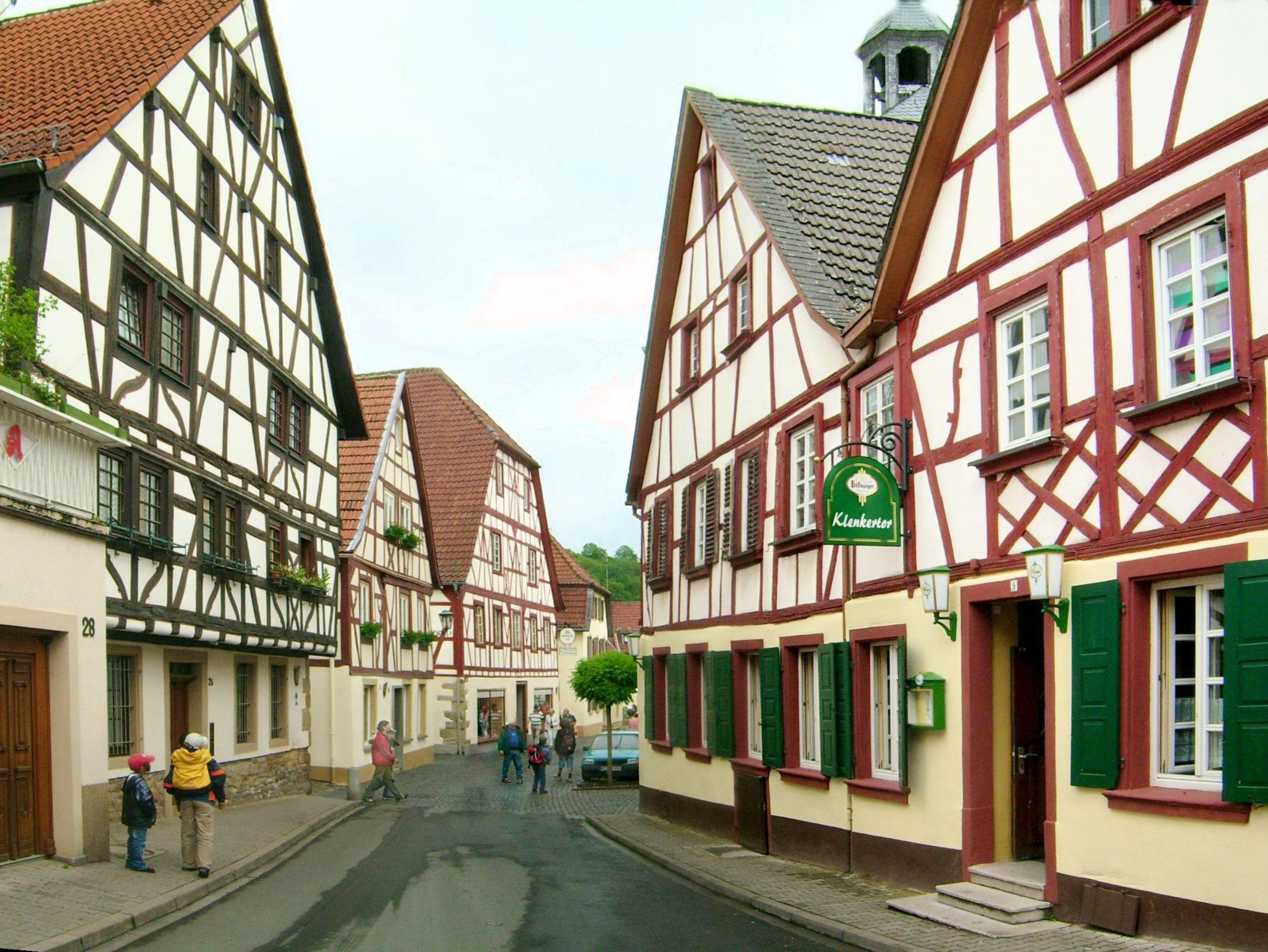
Casas de paredes entramadas (en alemán Fachwerkhäuser)
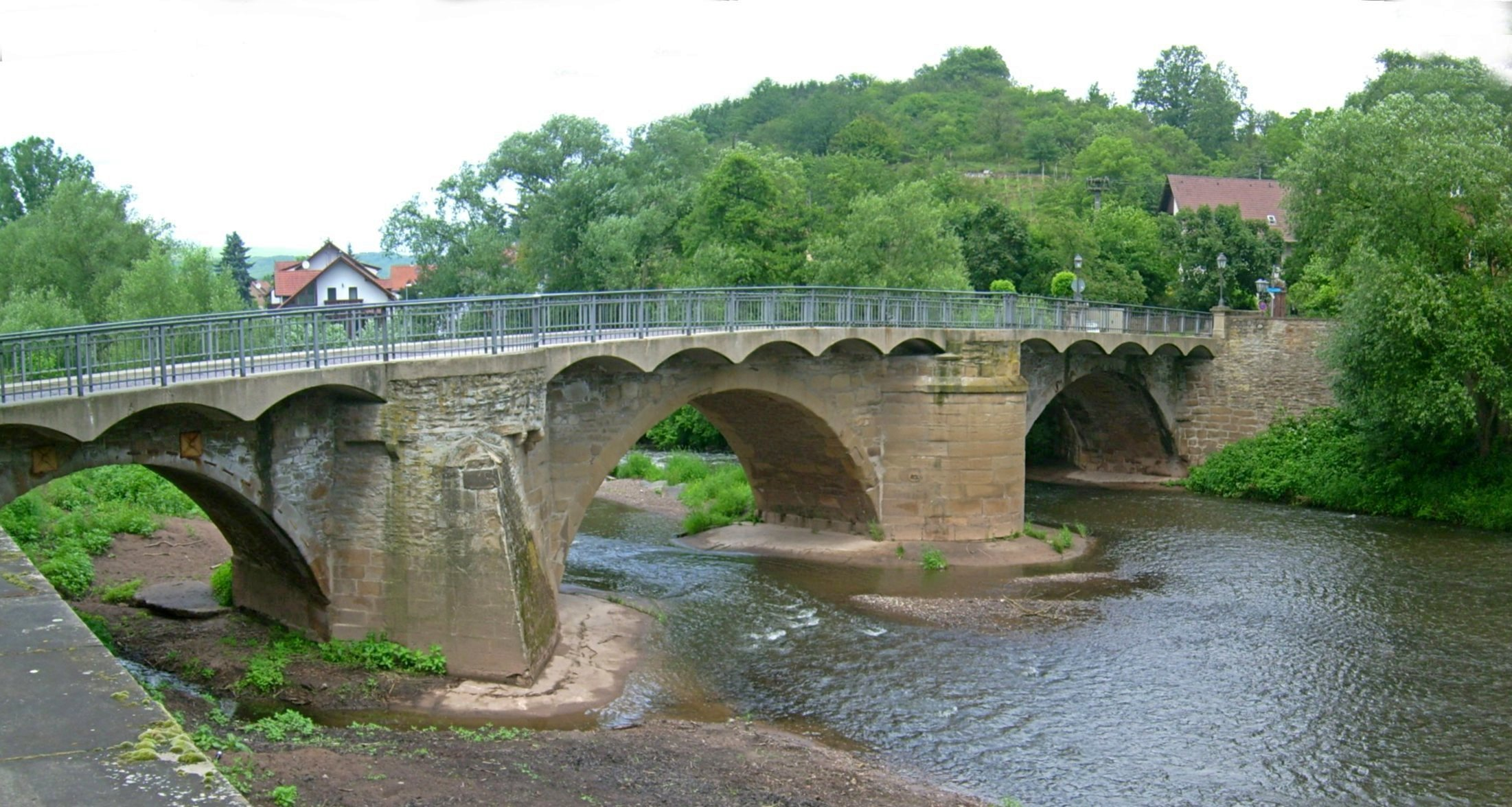
Puente sobre el Glan
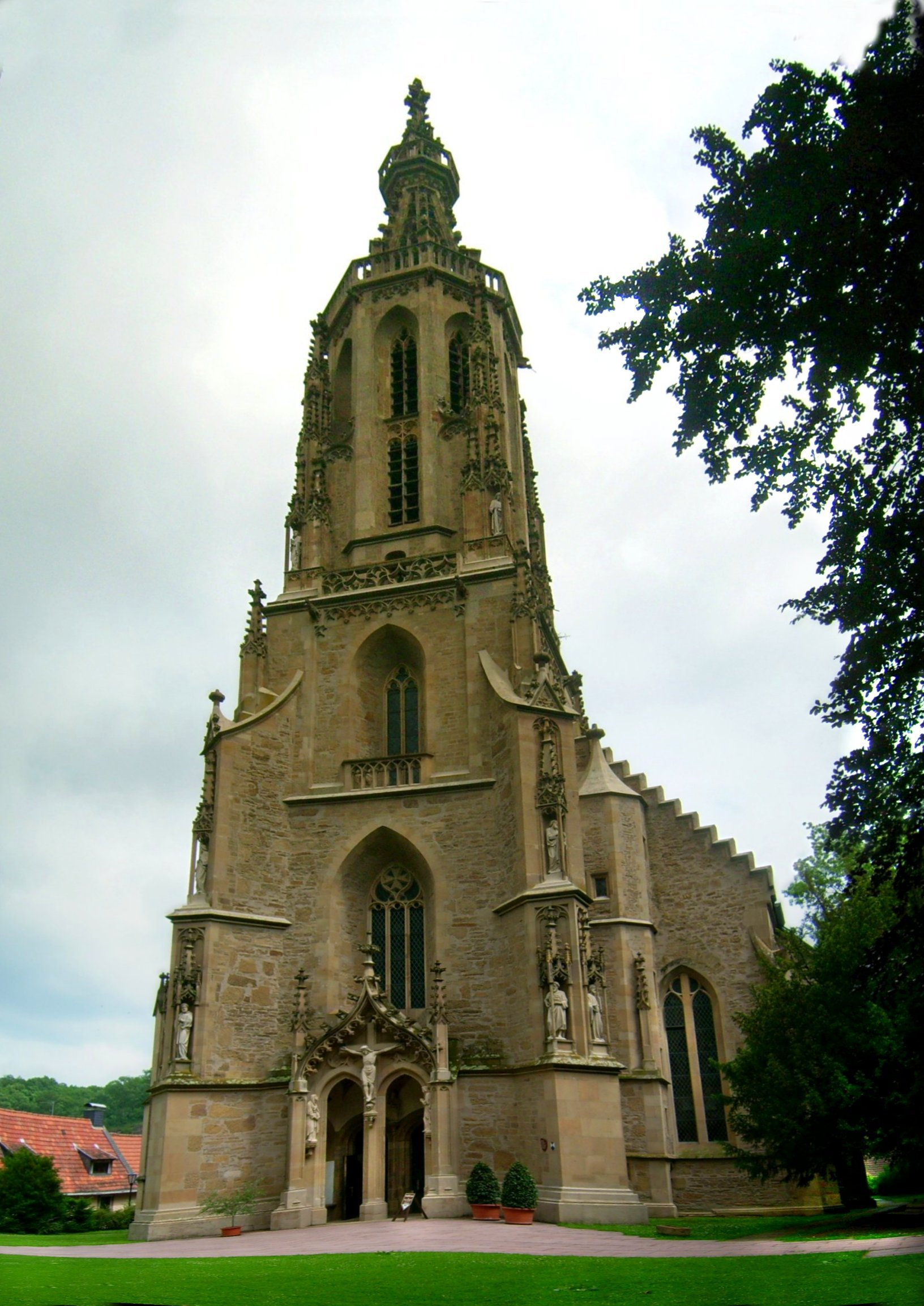
Iglesia Evangélica del Palacio
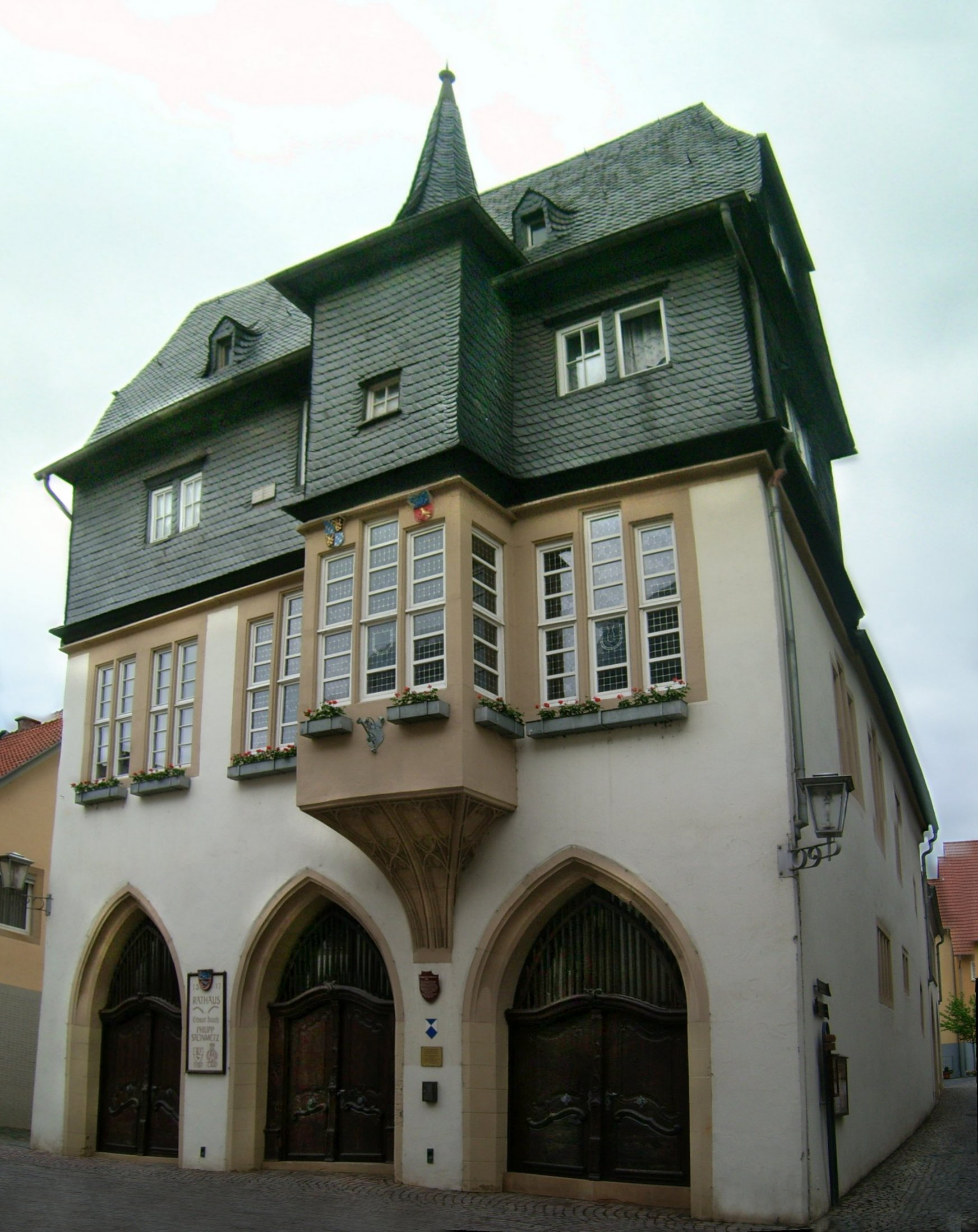
Ayuntamiento
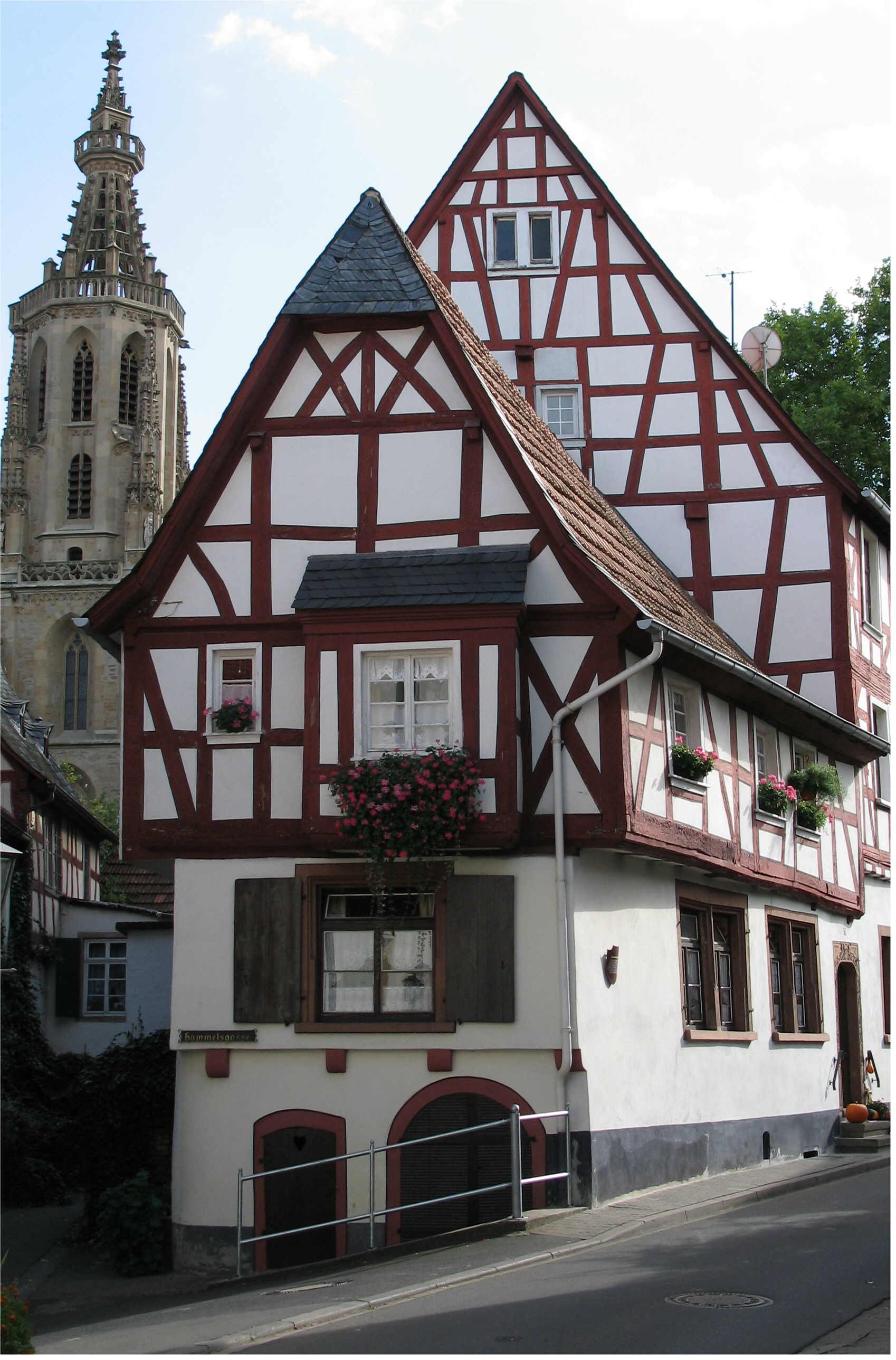
Obergasse 4: el llamado Albergue de los Caballeros
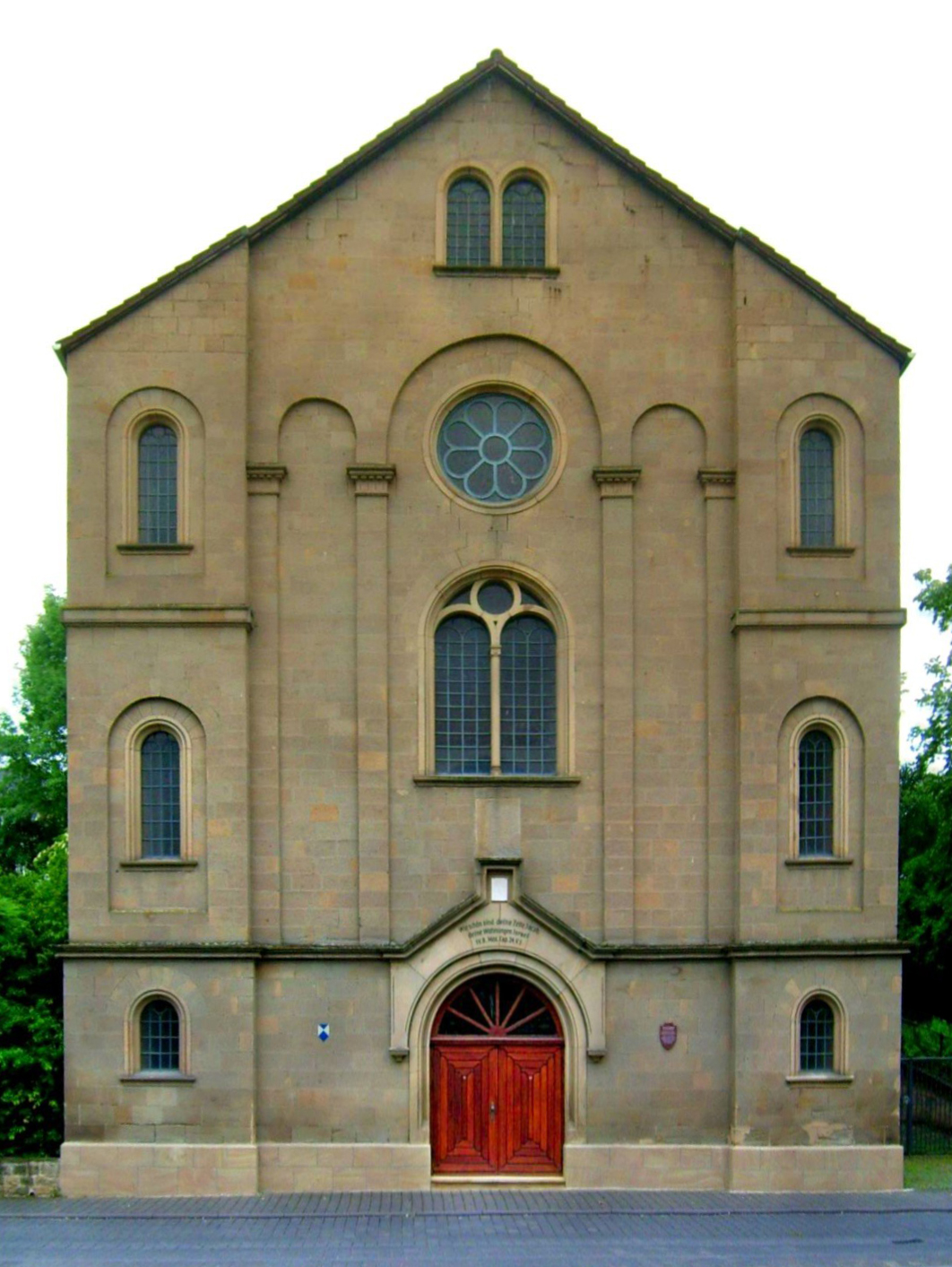
Antigua Sinagoga
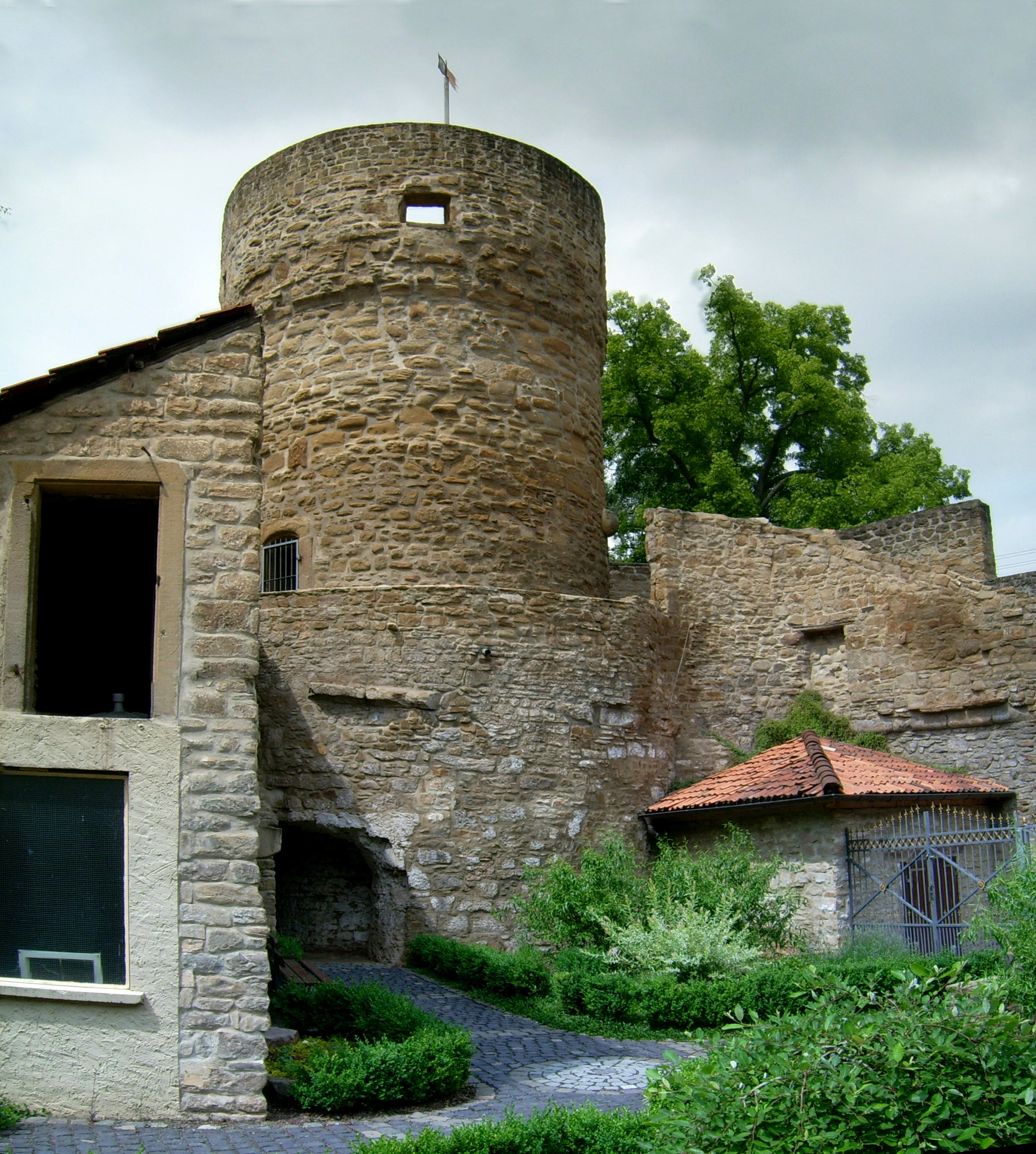
Torre y fragmento de la muralla
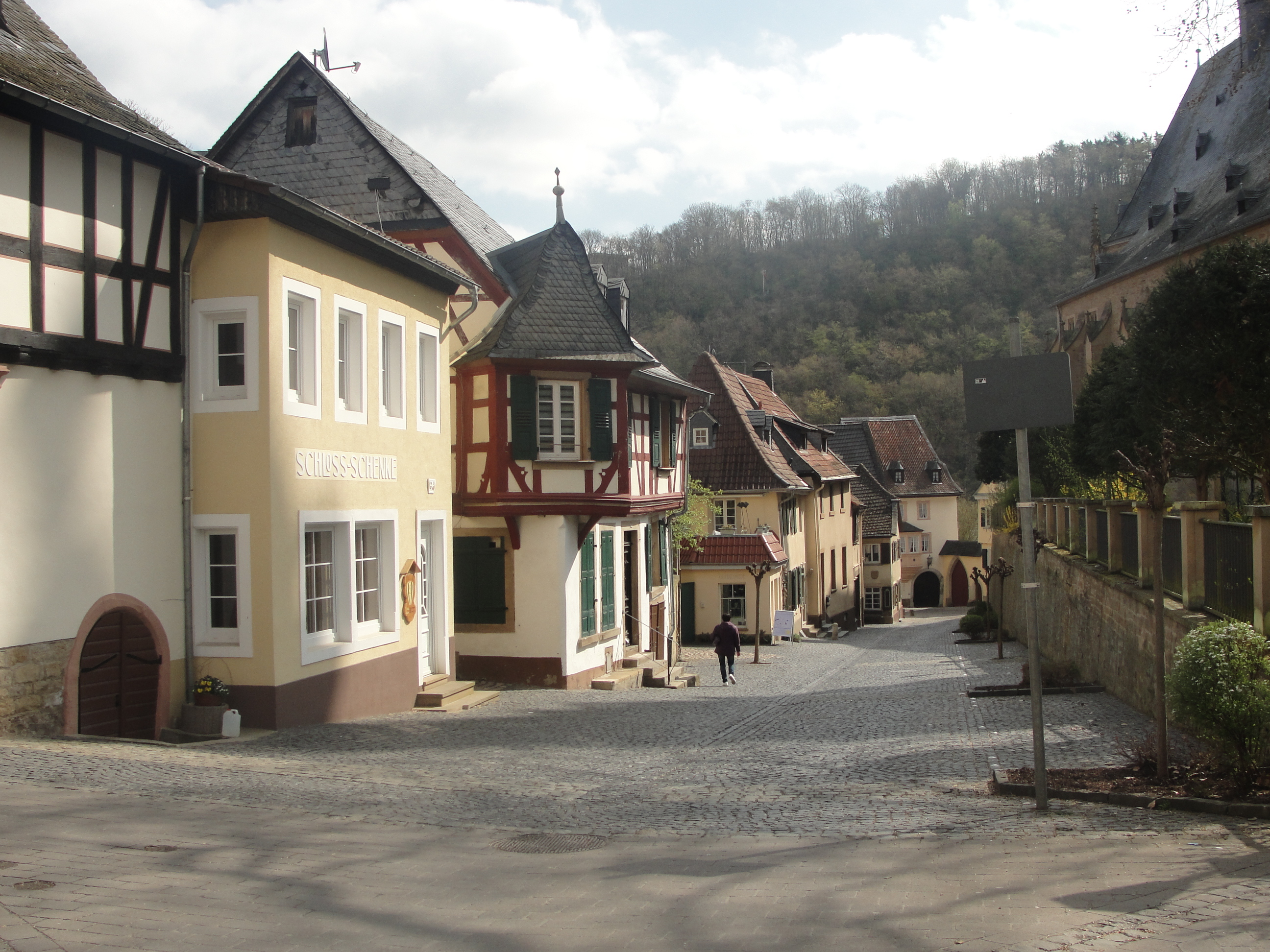
Amtgasse

## Personalidades

### Hijos e hijas de la ciudad
- Carl von Coerper (1854-1942), Almirante y Attache de Marina
- Heinrich Coerper (1863-1936), Clérigo, Fundador de la Misión  cristiano-evangélica de Liebenzeller
- Friedrich von Pfalz-Vohenstrauß-Parkstein (1557-1597), Duque de  Pfalz-Parkstein
- Karl Koehl (1847-1929), médico e historiador, pionero de las investigaciones de la Edad de Piedra y del Bronce
- Marco Reich (* 1977), jugador de fútbol
- Melitta Sundström (1964-1993); en realidad Thomas Gerards, animador[6]